# Ahmad Al-e Name
Sejjed Ahmad Al-e Name (ur. 20 października 1982 w Ahwazie) – irański piłkarz występujący na pozycji obrońcy w irańskim klubie Naft Teheran oraz w reprezentacji Iranu. Znalazł się w kadrze na Mistrzostwa Świata 2014.